# Mustafa Ali
Mustafa Ali (tatarsko Mostafağali, Мостафагали, مصطفى علی,  rusko Мустафа-Али, Mustafa-Ali) je bil leta 1574-1590 kan Kasimskega kanata, * neznano, † po 1590, verjetno okoli 1600.
Na kasimskem prestolu je nasledil Saina Bulata (Simeon Bekbulatovič). Bil je sin astrahanskega kana Abdulaha ibn Ak Kubeka, ki je vladal v letih  1532–1533, 1545–1546 in 1547–1549, in bratranec Sain Bulatovega očeta Beg Bulata. Abdulah se je leta 1552 preselil v Rusijo in poročil z Džangalijevo hčerko, ki je v fevd dobila Jurijev. Njegov sin Mustafa Ali je bill leta 1574 imenovan za kasimskega kana.
Mustafa Ali je leta 1574 sodeloval v livonski vojni, verjetno že kot kan, in ponovno leta 1578, ko se je ruski vojski pridružil skupaj z bratoma Budalijem in Arslanom Alijem. Leta 1584 je je omenjen v obvestilu Ivana Groznega turškemu sultanu Muratu III., da je bil imenovan ia kasimskega kana. Ponovno je omenjen leta 1586 v Moskvi na predstavitvi poljskega veleposlanika. Kasneje ni več omenjen. Domneva pa se, da je umrl po letu 1590, verjetno okoli leta 1600. Iz napisa na njegovem grobu je razvidno, da je njegova hči Tabkide umrla leta 1608  starosti 17 let.
Na kasimskem prestolu ga je nasledil Uraz Mohamed.

## Vir
- Howorth, Henry Hoyle. History of the Mongols, from the 9th to the 19th Century. Part II, division I. The so-called tartars of Russia and Central Asia. London: Longmans, Green and Co, 1880.

| Mustafa Ali DžingisidiRojen: neznano Umrl: neznano |                                   |                         |
| Vladarski nazivi                                   |                                   |                         |
| Predhodnik: Sain Bulat                             | Kan Kasimskega kanata 1574 - 1590 | Naslednik: Uraz Mohamed |